# 1950-es magyar tekebajnokság
Az 1950-es magyar tekebajnokság a tizenkettedik magyar bajnokság volt. A férfiak bajnokságát augusztus 19. és 20. között rendezték meg Budapesten, az I KaSE Markó utcai és a MÉMOSZ ORLAK Vilma királynő utcai pályáján, a nőkét augusztus 6-án Budapesten, a BK KaSE Márga utcai pályáján.

## Eredmények
| Versenyszám  | Arany                           | Arany | Ezüst                                      | Ezüst | Bronz                      | Bronz |
| ------------ | ------------------------------- | ----- | ------------------------------------------ | ----- | -------------------------- | ----- |
| Férfi egyéni | Bertalan Zoltán Központi Lombik | 1667  | Szabó József Bp. Előre                     | 1661  | Matula János Csepeli Vasas | 1620  |
| Női egyéni   | Árgyélus Józsefné Bp. Előre     | 443   | Pulai Erzsébet Első Kecskeméti Konzervgyár | 423   | Sturm Imréné Győri VSK     | 411   |